# Listrocheiritium nibelungiacum
Listrocheiritium nibelungiacum är en mångfotingart som beskrevs av Carl Graf Attems 1949. Listrocheiritium nibelungiacum ingår i släktet Listrocheiritium och familjen knöldubbelfotingar. Inga underarter finns listade i Catalogue of Life.